# Batalha de Drépano
A batalha de Drépano  (249 a.C.) enfrentou a armada romana e a cartaginesa nas costas da Sicília, frente à cidade de Drépano (Trapani), resultando numa vitória cartaginesa.
O almirante e governador cartaginês de Drépano, Aderbal, ofereceu batalha ao cônsul romano Públio Cláudio, que confiava em assustar o cartaginês dada a envergadura da sua frota de guerra. O cartaginês, chamando os mercenários, ofereceu-lhes a possibilidade de uma rápida vitória se apresentavam batalha aos romanos, ou da incomodidade de um longo assédio. Os mercenários escolheram a primeira opção e embarcaram-se, obtendo Aderbal uma rotunda vitória.
Após a vitória, o Grande Conselho de Cartago encheu de honras a Aderbal.